# Moriz Seeler

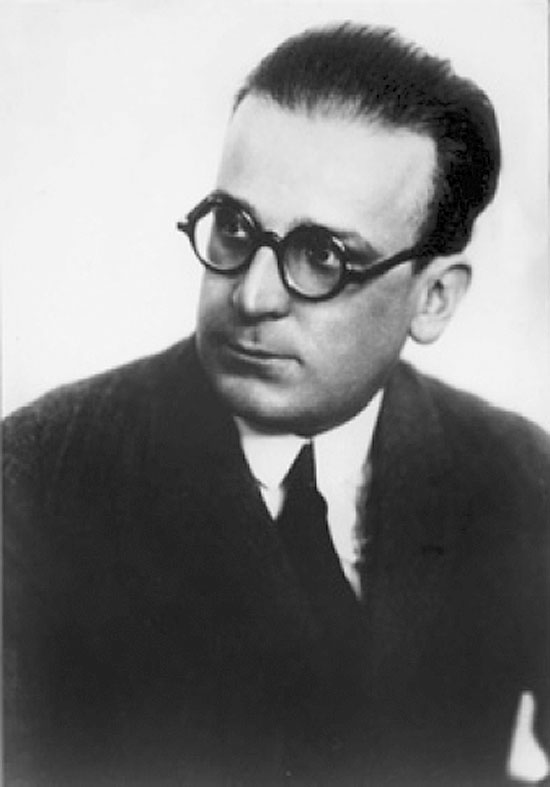
Moriz Seeler (um 1930)

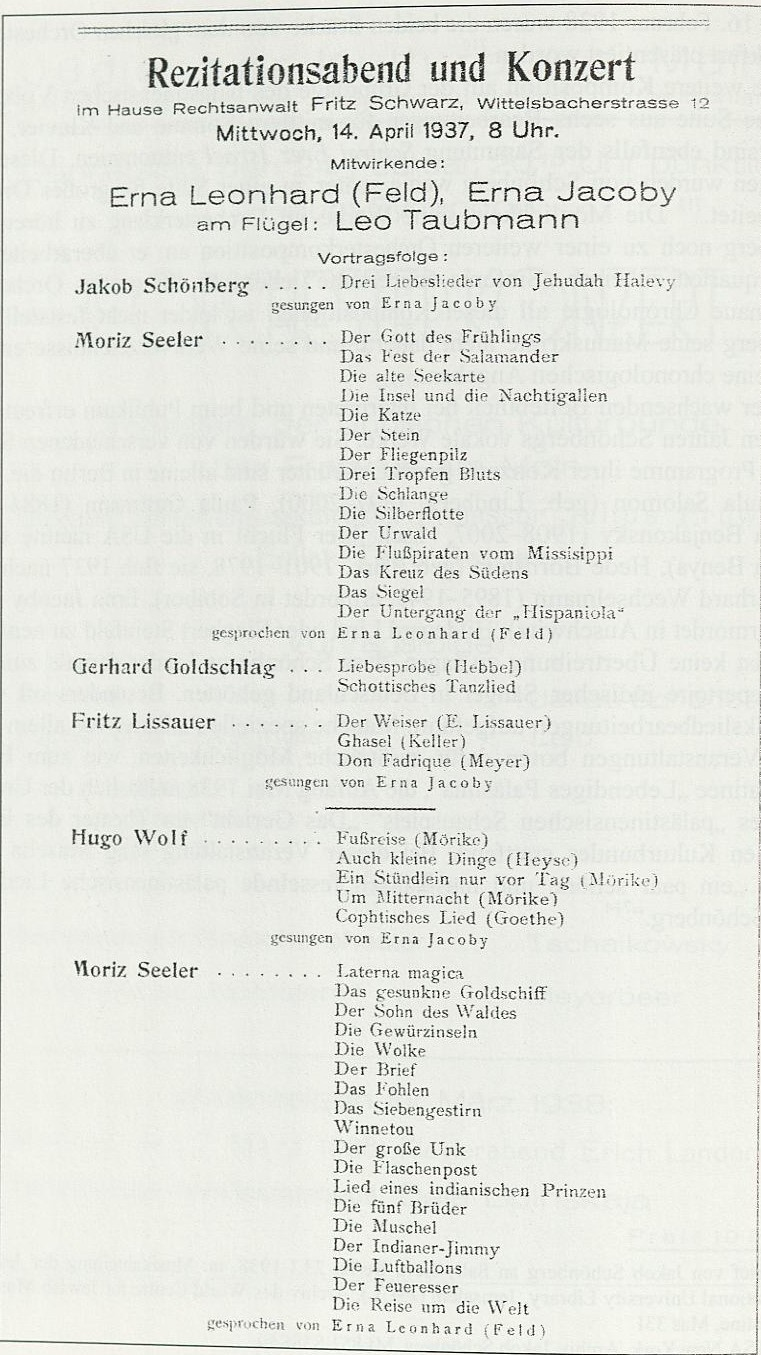
Erna Leonhard rezitiert Moriz Seeler (1937)

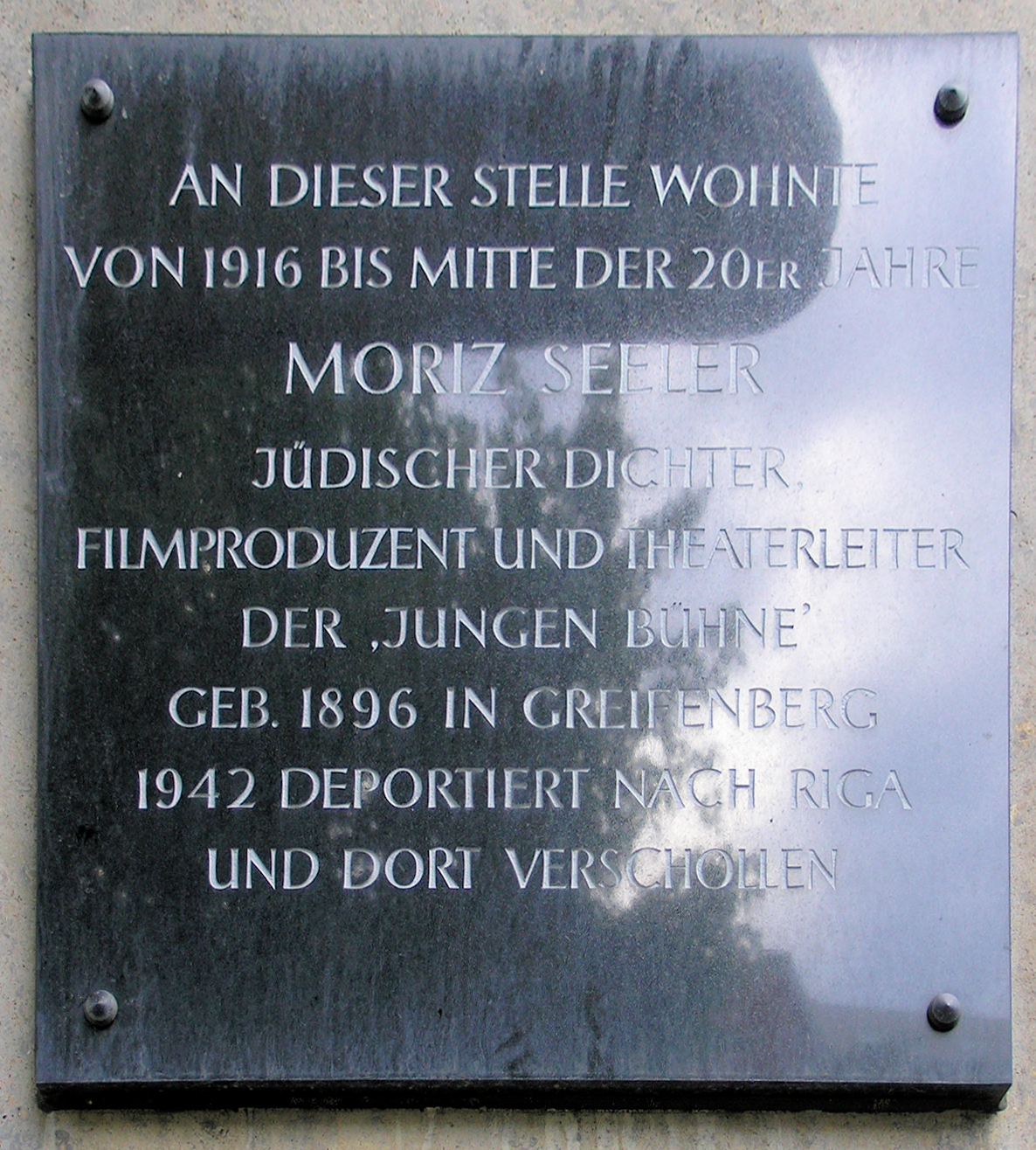
Gedenktafel in der Brandenburgischen Straße 36, Berlin-Wilmersdorf

Moriz Seeler (geboren 1. März 1896 in Greifenberg in Pommern als Moritz Seeler; ermordet am 18. August 1942 im Wald von Rumbula oder Bikernieki bei Riga) war ein deutscher Theaterregisseur, Schriftsteller, Filmproduzent und Opfer des Holocaust.

## Leben
Moritz Seeler strebte schon als Abiturient das Studium der Kunst- und Literaturgeschichte an, wurde aber zunächst als Soldat in den Ersten Weltkrieg eingezogen. Aus dem Kriegsdienst 1916 entlassen, hielt er sich in Berlin auf und verfasste Gedichte und Sketche und verkehrte in den Berliner literarischen Caféhäusern wie dem Romanischen Café. Else Lasker-Schüler widmete ihm 1920 den Prosatext Hans Heinrich von Twardowsky. Seeler schrieb für die Zeitschrift Der Feuerreiter. Er gründete 1922 und leitete bis 1926 die „Junge Bühne“, die ohne festes Personal für Nachwuchsschauspieler in den etablierten Theatern Auftritte in Sonntagsmatineen organisierte. Arnolt Bronnens Vatermord machte die Reihe 1924 bekannt, da es zu einem Theaterskandal kam. Eine Reihe von Schauspielern, Regisseuren und Dramatikern fand durch Produktionen der „Jungen Bühne“ ihren Einstieg in eine Karriere, Seeler produzierte 1926 mit Bertolt Brecht die Berliner Erstaufführung des Baal. Marieluise Fleißers Fegefeuer in Ingolstadt wurde 1926 bei Seeler uraufgeführt, ebenso Hans Henny Jahnns Die Krönung Richards III. und bereits 1924 Carl Zuckmayers Pankraz erwacht oder Die Hinterwäldler.
1927 schrieb er Texte für Friedrich Hollaenders Kabarettprogramm Bei uns um die Gedächtniskirche rum, das dieser im Theater am Kurfürstendamm mit Anni Mewes, Marion Palfi, Martin Kosleck, Hubert von Meyerinck und Willi Schaeffers auf die Bühne brachte.
In der von Seeler gegründeten und geführten Produktionsfirma „Filmstudio 1929“ wurde 1929 der halbdokumentarische Stummfilm Menschen am Sonntag hergestellt, das Filmplakat wies Moritz Seeler Leiter, Robert Siodmak Regisseur, Billie Wilder Manuskript, Eugen Schüfftan Kamera aus, weitere, auf dem Plakat ungenannte Mitarbeiter waren Curt Siodmak, Edgar G. Ulmer und Fred Zinnemann. Die Schauspieler waren außer Valeska Gert und Kurt Gerron Amateure. Seeler wirkte auch an der künstlerischen Realisierung mit.
Nach der Machtübergabe an die Nationalsozialisten floh Seeler 1933 nach Prag und Wien, kehrte aber, da er keine Arbeit fand, 1935 in das Deutsche Reich zurück. Dort arbeitete er in noch halbwegs geduldeten Bühnenproduktionen mit Agnes Straub und Günther Weisenborn zusammen und war für den Jüdischen Kulturbund Rhein-Ruhr tätig. 1937 veröffentlichte er in einem Wiener Verlag einen Gedichtband, der unter anderem von Kurt Pinthus in der CV-Zeitung rezensiert wurde. Ab 1938 hielt er sich wieder in Berlin auf, ohne im Theater arbeiten zu können, wurde dann aber als Zwangsarbeiter eingesetzt. Während der Novemberpogrome 1938 wurde Seeler kurzzeitig verhaftet. Von Berlin aus wurde Seeler am 15. August 1942 in das Ghetto Riga deportiert.
Seeler wurde am 18. August 1942 im Wald von Rumbula (oder Bikerniek) ermordet.

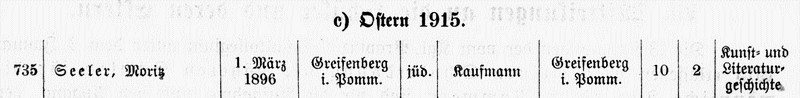
Moritz Seeler. Abiturient des Friedrich-Wilhelm-Gymnasiums Greifenberg. 1915

## Werke
- Die Flut. Lanyi, Wien 1937. Digitalisat bei der Deutschen Nationalbibliothek

## Ehrung

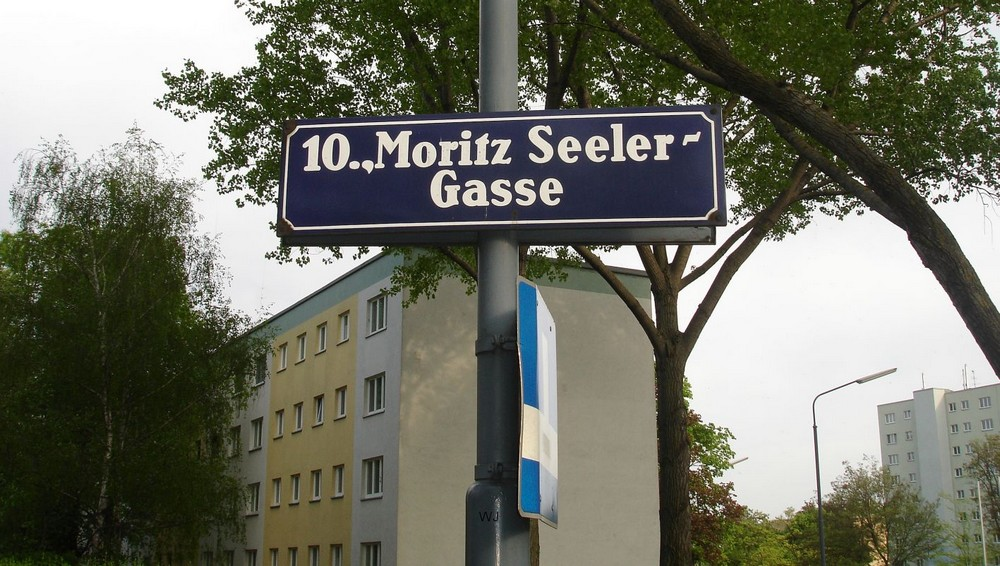
Moritz Seeler-Gasse in Wien

- In Wien-Favoriten, dem 10. Bezirk der Stadt, wurde 1969 in der Per-Albin-Hansson-Siedlung Ost die Moritz-Seeler-Gasse (sic!) benannt.[3] Außerdem gibt es seit 2002 in der Media-City des Entwicklungsgebiets Berlin-Adlershof eine Moriz-Seeler-Straße.